# Phumi Samraong
Phumi Samraong (khmeră សំរោង) este un oraș din Cambodgia.